# Кліни (Кемпінський повіт)
Кліни (пол. Kliny, нім. Klin) — село в Польщі, у гміні Кемпно Кемпінського повіту Великопольського воєводства.
Населення — 290 осіб (2011).
У 1975-1998 роках село належало до Каліського воєводства.

## Демографія
Демографічна структура станом на 31 березня 2011 року:
|          | Загалом | Допрацездатний вік | Працездатний вік | Постпрацездатний вік |
| -------- | ------- | ------------------ | ---------------- | -------------------- |
| Чоловіки | 137     | 24                 | 103              | 10                   |
| Жінки    | 153     | 38                 | 81               | 34                   |
| Разом    | 290     | 62                 | 184              | 44                   |